# Nikon F3

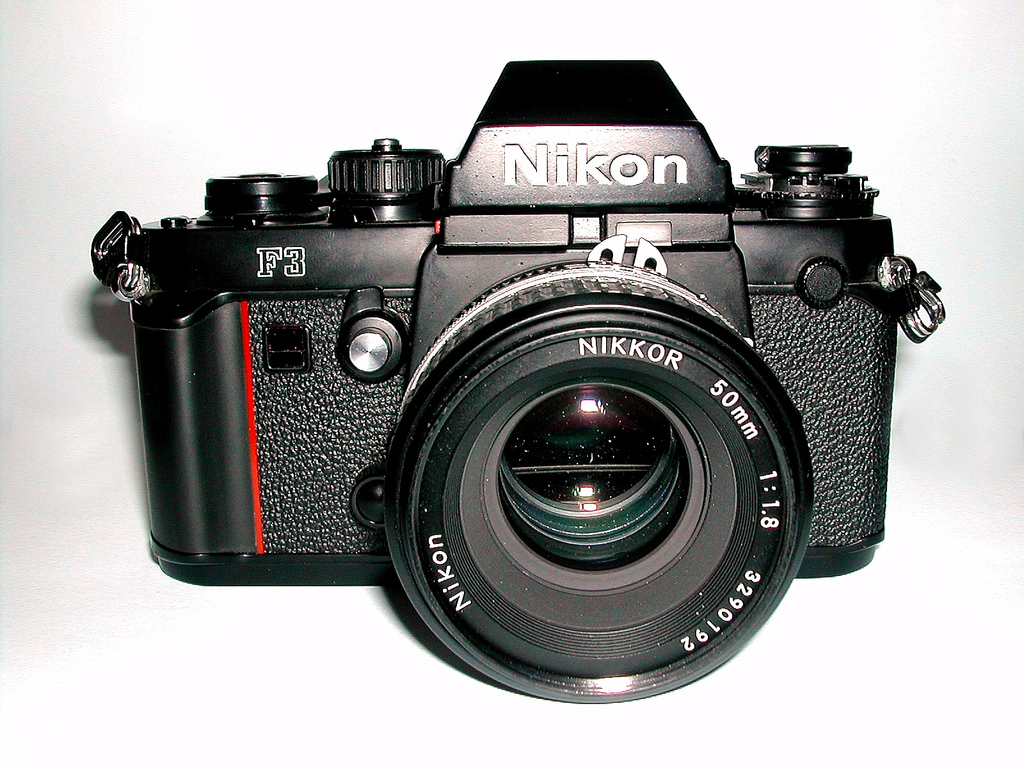
Cámara Nikon F3.

El Nikon F3 es una cámara reflex mono-objetivo fabricada por Nikon desde 1980 a 2001. Esta máquina introdujo el AE (automatismo de exposición) con prioridad de diafragma adecuado para los fotógrafos profesionales. La cámara Nikon F3 constituyó la tercera generación de los modelos profesionales de cámaras Nikon reflex de la serie F, después de las Nikon F y F2.
Igor Kostin utilizó dos de estas cámaras durante su vuelo en helicóptero para documentar el Accidente de Chernóbil el 26 de abril de 1986.
Varias versiones han derivado de la F3 original:
- F3 HP (High Eyepoint)
- F3 AF (Auto Focus)
- F3 P (Press)
- F3/T (cuerpo de titanio)
- F3 H (High Speed Motor Drive)
- F3 Limited